# Joseph von Wolokolamsk

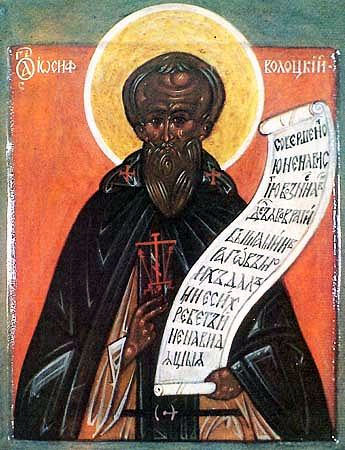
Joseph von Wolokolamsk auf einer Ikone aus dem 19. Jahrhundert

Joseph von Wolokolamsk (auch Iossif Wolozki, russisch Ио́сиф Во́лоцкий; * 14. November 1439 oder 1440; † 9. September 1515) war ein russischer Mönch, Abt und Klostergründer.

## Leben
Abt Joseph war der Sohn einer Adelsfamilie, er wurde als Iwan Sanin geboren. 1460 trat er in das Borowsker Pafnuti-Kloster (heute Oblast Kaluga) ein, dessen Abt er 1478 nach dem Tode des Klostergründers Pafnuti Borowski wurde. Wenig später verließ er wegen Streitigkeiten mit vielen Mönchen mit einigen anderen das Kloster und gründete 1479 ein Kloster bei Wolokolamsk (heute Oblast Moskau), welches in Folge nach Joseph benannt wurde. Er unterhielt enge Beziehungen zum Adel, der das Kloster mit reichen Spenden versah. Daneben trat Joseph für eine enge Verbindung zwischen Staat und Kirche ein. Sein Kloster etablierte er als Ausbildungsstätte für die kirchliche Hierarchie, die sich in der Orthodoxen Kirche vorwiegend aus den Reihen der Mönche rekrutierte. Um diese Aufgabe erfüllen zu können und für die „säkulare Welt“ vor den Klostermauern nützlich sein zu können, müsse das Kloster wirtschaftlich und finanziell abgesichert sein, begründete Joseph den Reichtum seines Klosters. Nur ein reiches Kloster könne Almosen geben. Als Abt legte er großen Wert auf die äußerliche Befolgung der Klosterregel. Er war seinen Mönchen kein geistlicher Vater, kein Starez, der sie zu innerer Freiheit erzog, sondern eine Aufsichtsperson, die selbst kleine äußerliche Verstöße gegen die Regel ahndete.
Anfang des 16. Jahrhunderts kam es zu Streitigkeiten zwischen den „Iossifljanern“ („Josifljanern“), wie die Anhänger Josephs genannt werden, und Mönchen wie die um Nil Sorski, die eine asketische Lebensweise in Einfachheit und Armut für das Mönchtum vertraten. Ein Sobor im Jahr 1503 entschied in dieser Frage zugunsten der Iossifljaner. Die Befürworter der asketischen Richtung im Mönchtum wurden dadurch zurückgedrängt und die Iossifljaner, die einen Großteil des Episkopats stellten, zu der einflussreichsten Gruppe in der russischen Kirche des 16. Jahrhunderts. 1579 wurde Joseph von Wolokolamsk heiliggesprochen.

## Einfluss
Der deutsch-ukrainische Slawist Dmitrij Tschižewskij sah in der Person Josephs und dem langfristigen Erfolg seiner Lehre die Wurzel zahlreicher Grundübel des politischen und kulturellen Lebens in Russland bis in die Gegenwart. Dazu zählte er die Betonung eines stark ritualisierten Christentums (das westliche Besucher später am christlichen Charakter des Landes habe zweifeln lassen), seine Fürsprache für begüterte, adlig geleitete Klöster, seine Naivität gegenüber der Schriftkultur (gleichwertige Gültigkeit aller als irgendwie "alt" empfundenen Texte), und insbesondere seine völlig unkritische Befürwortung der Obrigkeit (der Fürst als Stellvertreter Gottes) und einer erbarmungslosen Härte gegen Ketzer (unter Inkaufnahme unschuldiger Opfer).